# Maros Rudolf
Maros Rudolf (Stachy, Csehország, 1917. január 19. – Budapest, 1982. augusztus 3.) zeneszerző, főiskolai és egyetemi tanár, Maros Miklós zeneszerző és Maros Éva hárfaművész édesapja.

## Élete

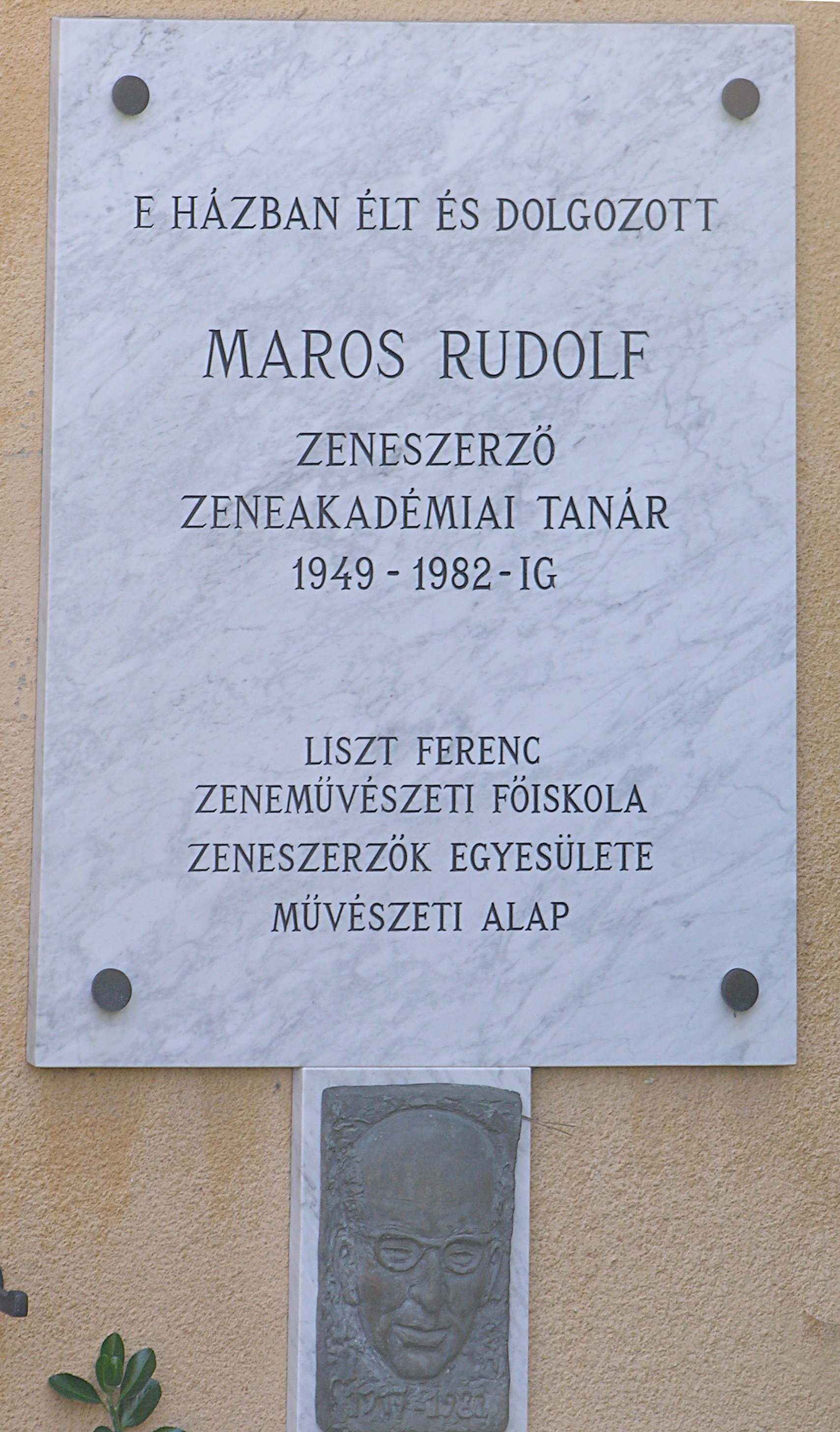
Maros Rudolf emléktáblája. Valaha egykori lakhelyén, a Bimbó út 140. sz. A ház és az emléktábla ma már nincs meg.

Zenei tanulmányait a győri konzervatóriumban folytatta, majd 1939–42-ben a Zeneakadémián Kodály Zoltán vezetésével zeneszerzést, valamint Temesváry János növendékeként brácsát tanult.
Diplomája megszerzése után a pécsi konzervatóriumban tanított 1949-ig, majd 1978-ig a budapesti Liszt Ferenc Zeneművészeti Főiskolán kamarazenét, zeneelméletet és hangszerelést oktatott. 1949-ben Prágában Alois Hába mesterkurzusának hallgatója volt. 1959 után több alkalommal vett részt a darmstadti nyári kurzusokon. 1971 és 1972 között ösztöndíjasként Berlinben élt.
1971–75-ig a Modern Zene Nemzetközi Társasága elnökségi tagja volt. 1973-ban érdemes művész díjat kapott. Korai művein Kodály hatása érződik. Az ötvenes évek végén stílust váltott, vélhetően széles körű kortárszenei tapasztalatai hatására.
Első, Molnár Klára hegedűművésszel és -tanárral kötött házasságából származnak muzsikus gyermekei. 1950-től Harmat Artúr egyházkarnagy leányával, Jerryvel élt házasságban haláláig.
Sírja a Farkasréti temetőben található. Sírverse: Zenéje égi azúr / ezér' áldja az Úr. (Weöres Sándor)

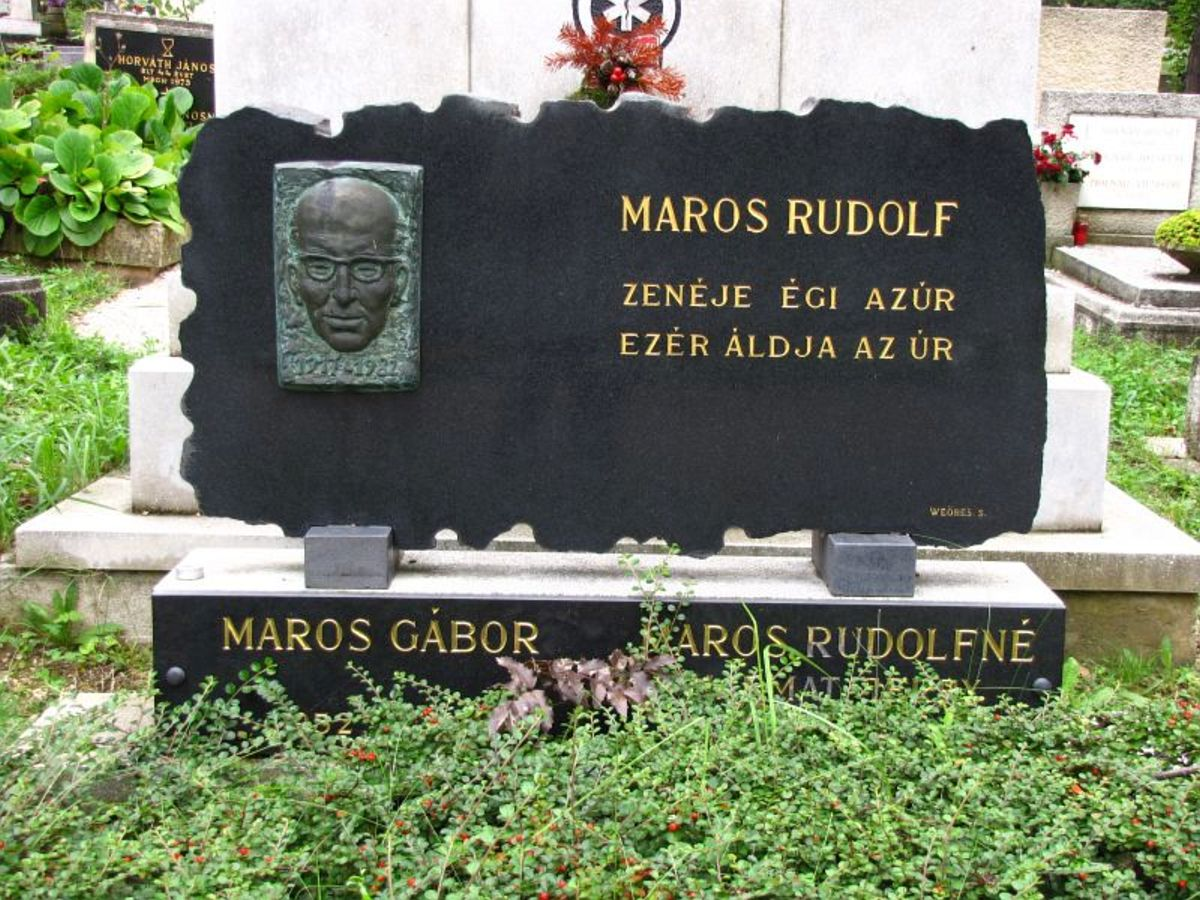
Sírja a Farkasréti temetőben (35/I-1-47/48). Alkotó: Szabó Iván

Emlékére írta Szőllősy András Tristia. Maros-sirató című vonószenekari művét (1983).

## Főbb művei
- Eufónia 1. 2. 3. – zenekarra
- Metropolis – balett
- Kaleidoszkóp – kamarazenekarra
- Albumlapok – nagybőgőre
- Gemma – In memoriam Zoltán Kodály
- Ecseri lakodalmas (1950)
- Concertino fagottra és zenekarra (1951)
- Bányász-ballada (1961)
- Cinque Studi (1967)
- Quadros Soltos (1968)
- Reflexionen (1971)
- Metropolis (1972)
- The Poltroon (1972)

## Díjai
- Erkel Ferenc-díj (1954, 1955, 1957)[1]
- Érdemes művész (1973)[1]
- Kiváló művész (1980)[1]
- Bartók Béla–Pásztory Ditta-díj (1991 – posztumusz)